# Домен (базы данных)
Домен в реляционной модели данных — тип данных, то есть множество допустимых значений.
Понятие типа данных является фундаментальным; каждое значение, каждая переменная, каждый параметр, каждый оператор чтения, и особенно каждый реляционный атрибут относится к тому или иному типу.
Примерами могут являться типы «целое» (множество всех целых чисел), «строка» (множество всех строк), «номер детали» (множество всех номеров деталей) и т. д. Таким образом, когда мы говорим, что некоторое отношение имеет атрибут типа «целое», мы имеем в виду, что все значения этого атрибута принадлежат множеству «целое» и никакому другому.
По аналогии с математикой, типы данных делят на скалярные и нескалярные. Значение нескалярного типа (нескалярное значение) имеет множество видимых пользователю компонентов, а значение скалярного типа (скалярное значение) не имеет такового. Примерами нескалярного типа являются тип отношения и тип кортежа; пример скалярного типа — тип «целое».
Ограничения реализации систем баз данных на компьютерах накладывают на определение типов некоторую условность. Так, теоретически тип INTEGER представляет собой множество всех возможных целых чисел, однако фактически INTEGER — это множество всех целых чисел, которые могут быть представлены в рассматриваемой компьютерной системе (поскольку, безусловно, есть такие целые числа, которые превышают возможности представления в любой компьютерной системе).
Следует отличать тип как таковой (логическое понятие) и формат физического представления значений этого типа в конкретной компьютерной системе; типы относятся к уровню логической модели, а физическое представление значений — к уровню реализации. Например, операции, определённые для типа «строка», не имеют смысла для типа «число», даже если числа в конкретной реализации физически представлены строками. Значения типа «дата» нередко физически представлены вещественным числом, однако большинство операций, имеющих смысл для типа «число», бессмысленны для типа «дата».
Реляционная модель данных не предписывает обязательной поддержки каких-либо предопределённых типов, за исключением логического типа (BOOLEAN), без которого при выполнении операций обойтись невозможно. Обычно некоторый набор типов поддерживается системой (такие типы называют базовыми, встроенными, или системными), другие типы пользователь может конструировать (определять) дополнительно (такие типы называют пользовательскими, англ. user-defined types).